# Tetratheca
Tetratheca is een geslacht uit de familie Elaeocarpaceae. De soorten komen voor in Zuidwest- en Zuidoost-Australië.

## Soorten
- Tetratheca affinis Endl.
- Tetratheca angulata R.Butcher
- Tetratheca aphylla F.Muell.
- Tetratheca applanata R.Butcher
- Tetratheca bauerifolia F.Muell. ex Schuch.
- Tetratheca butcheriana A.J.Perkins
- Tetratheca chapmanii Alford
- Tetratheca ciliata Lindl.
- Tetratheca confertifolia Steetz
- Tetratheca decora Joy Thomps.
- Tetratheca efoliata F.Muell.
- Tetratheca ericifolia Sm.
- Tetratheca erubescens J.P.Bull
- Tetratheca exasperata R.Butcher
- Tetratheca fasciculata Joy Thomps.
- Tetratheca filiformis Benth.
- Tetratheca fordiana R.Butcher
- Tetratheca glandulosa Sm.
- Tetratheca gunnii Hook.f.
- Tetratheca halmaturina J.M.Black
- Tetratheca harperi F.Muell.
- Tetratheca hirsuta Lindl.
- Tetratheca hispidissima Steetz
- Tetratheca insularis Joy Thomps.
- Tetratheca juncea Sm.
- Tetratheca labillardierei Joy Thomps.
- Tetratheca neglecta Joy Thomps.
- Tetratheca nephelioides R.Butcher
- Tetratheca nuda Lindl.
- Tetratheca parvifolia Joy Thomps.
- Tetratheca paucifolia Joy Thomps.
- Tetratheca paynterae Alford
- Tetratheca phoenix R.Butcher
- Tetratheca pilata R.Butcher
- Tetratheca pilifera Lindl.
- Tetratheca pilosa Labill.
- Tetratheca plumosa R.Butcher
- Tetratheca procumbens Gunn ex Hook.f.
- Tetratheca pubescens Turcz.
- Tetratheca remota Joy Thomps.
- Tetratheca retrorsa Joy Thomps.
- Tetratheca rubioides A.Cunn.
- Tetratheca rupicola Joy Thomps.
- Tetratheca setigera Endl.
- Tetratheca shiressii Blakely
- Tetratheca similis Joy Thomps.
- Tetratheca spartea (Benth.) R.Butcher
- Tetratheca spenceri R.Butcher & Cockerton
- Tetratheca stenocarpa J.H.Willis
- Tetratheca subaphylla Benth.
- Tetratheca thymifolia Sm.
- Tetratheca virgata Steetz

## Hybriden
- Tetratheca × deltoidea Joy Thomps.